# كوتارو ناكاغاوا
كوتارو ناكاغاوا (中川幸太郎 ناكاغاوا كوتارو) هو ملحن ياباني ولد في 7 فبراير 1969.

## أعماله في السينما اليابانية
- فيلم هياكوجو سنتاي غاورينجر: زئير البركان
- غوغو سنتاي بوكينجر ذا موفي: البريشس الأقوى
- فيلم كامن رايدر ديكيد: أول رايدر في مواجهة داي شوكر (بالتعاون مع شوهي ناروسي)
- كامن رايدر x كامن رايدر دبل آند ديكيد: موفي تايسن 2010 (بالتعاون مع شوهي ناروسي)
- كامن رايدر x كامن رايدر أوز آند دبل بالإشتراك مع سكال: موفي تايسن كور (بالتعاون مع شوهي ناروسي)
- أوز, دين-أو, أول رايدر: إنطلاق كامن رايدر
- فيلم كامن رايدر أوز وندرفل: الشوغن و الأحد و عشرون كور ميدال
- كامن رايدر x كامن رايدر فورزي آند أوز: موفي تايسن ميغاميكس (بالتعاون مع شوهي ناروسي)
- كامن رايدر x سوبر سنتاي: صراع الأبطال الخارقين (بالتعاون مع كوسكي ياماشيتا)
- كامن رايدر x كامن رايدر ويزارد آند فورزي: موفي تايسن ألتيميتوم (بالتعاون مع شوهي ناروسي)
- كامن رايدر x سوبر سنتاي x أوتشو كيجي: صراع الأبطال الخارقين Z (بالتعاون مع كوسكي ياماشيتا)
- فيلم كامن رايدر ويزارد إن ماجيك لاند
- كامن رايدر x كامن رايدر غايم آند ويزارد: موفي دايغاسين سنغوكو المصيرية (بالتعاون مع كوسكي ياماشيتا)
- هيسيه رايدر في مواجهة شوا رايدر: صراع كامن رايدر بالإشتراك مع سوبر سنتاي (بالتعاون مع كوسكي ياماشيتا)
- كامن رايدر x كامن رايدر درايف آند غايم: موفي تايسن فل ثروتل (بالتعاون مع شوهي ناروسي وكوسكي ياماشيتا)
- فيلم كامن رايدر درايف: سربرايز فيوتشر (بالتعاون مع شوهي ناروسي)
- كامن رايدر x كامن رايدر غوست آند درايف: تشو موفي تايسن جينيسيس (بالتعاون مع غو ساكابي و شوهي ناروسي)
- كامن رايدر رقم 1 (بالتعاون مع غو ساكابي وشوهي ناروسي)

## أعماله في التوكوساتسو
- هياكوجو سنتاي غاورينجر
- غوغو سنتاي بوكينجر
- كامن رايدر ديكيد (بالتعاون مع شوهي ناروسي)
- كامن رايدر دبل (بالتعاون مع شوهي ناروسي)
- كامن رايدر أوز
- كامن رايدر ويزارد
- كامن رايدر درايف (بالتعاون مع شوهي ناروسي)
- كامن رايدر ريفايس

## أعماله في الأنمي

### مسلسلات أنمي تلفزيونية
- كود غياس: لولوش الثائر (بالتعاون مع هيتومي كورويشي)
- كود غياس: لولوش الثائر R2 (بالتعاون مع هيتومي كورويشي)
- نشأة الآليين
- زيتاي كارين تشيلدرين
- ذي أنليميتد: كيوسكي هيوبو
- هاياتي نو غوتوكو!
- هاياتي نو غوتوكو!!
- كروس غيم
- سفن غوست
- بلانيتيس
- سكرايد
- غان x سورد
- أميرتا توأم الكوكب الغامض
- غوسيك
- ديفل سرفايفر 2 ذي أنيميشن
- أكاديمية ستيلا للفتيات قسم الثانوية نادي C3
- أرجيفولون
- بريزون سكول
- بطولات فارس فاشل
- أكتيف رايد: الفريق الثامن من قسم الإقتحام المتنقل
- هاكاتا تونكوتسو رامنز
- يوغي ARC-V
- تشيبي ديفي!
- ميجر (الموسم الرابع-الموسم السادس)
- ميجر سكند
- محققا فوتو (بالتعاون مع شوهي ناروسي)

### أنمي الإنترنت
- سورد غاي ذي أنيميشن

### أوفا أنمي
- فانتوم: فانتوم ذي أنيميشن
- جيوبريدرز

### أفلام أنمي
- فيلم ميجر: رمية الصداقة
- سلسلة أفلام كود غياس: لولوش الثائر
  - كود غياس: لولوش الثائر I النهوض (بالتعاون مع هيتومي كورويشي)
  - كود غياس: لولوش الثائر II الثورة (بالتعاون مع هيتومي كورويشي)
  - كود غياس: لولوش الثائر III الملكية (بالتعاون مع هيتومي كورويشي)
- كود غياس: لولوش العائد للحياة

## وصلات خارجية
- كوتارو ناكاغاوا على موقع IMDb (الإنجليزية)
- كوتارو ناكاغاوا على موقع ميوزك برينز (الإنجليزية)
- كوتارو ناكاغاوا على موقع ديسكوغز (الإنجليزية)
- كوتارو ناكاغاوا على موقع ديسكوغز (الإنجليزية)
- كوتارو ناكاغاوا على موقع قاعدة بيانات الفيلم (الإنجليزية)
- كوتارو ناكاغاوا على موقع كينوبويسك (الروسية)
- كوتارو ناكاغاوا على موقع ANN person (الإنجليزية)